# Сибнефтегеофизика
Открытое акционерное общество «Сибнефтегеофизика» (ОАО «СибНГФ») — бывшее многопрофильное геофизическое предприятие, ранее одно из крупнейших геологоразведочных предприятий Сибири.

## Собственники и руководство
Контрольный пакет акций (51 %) принадлежал государству в лице Росимущества. Второй основной акционер предприятия (40 %) — ЗАО «Холдинговая компания „Геотек“», контролирует которую предприниматель Николай Левицкий. Остальные 9 % принадлежат частным лицам, большинство из которых — работники и ветераны предприятия.
Начиная с 2016 года, компания перестала выплачивать зарплату работникам, что вызвало демонстрации и пикеты в Новосибирске. 20 ноября 2017 года генеральный директор Лосев Станислав Юрьевич, был осужден за невыплату зарплаты. 
В состав ОАО «Сибнефтегеофизика» ранее входили:
- 6 полевых сейсморазведочных партий
- Геофизическая экспедиция цифровой обработки и интерпретации материалов (ГЭЦОИ)
- Сибирская опытно-методическая экспедиция по исследованиям скважин (СОМГЭИС)
- База производственно-технического обеспечения (БПТО)
- Центральная геофизическая лаборатория (ЦГЛ)